# Alta edat mitjana
L'alta edat mitjana és una de les divisions convencionals de la historiografia europea que fa referència al període entre la caiguda de l'Imperi Romà d'Occident i l'any 1000. El terme és una mala traducció de l'alemany, en el qual alt significa 'antic' (i després es posà Baixa com a oposició). Tanmateix, en alemany per a l'alta edat mitjana no s'empra l'adjectiu Alt, sinó Früh ('primerenc') i, per a l'etapa intermediària s'usa Hoch ('alta'). Edat mitjana ras i curt es diu Mittelalter.
Des del segle iii, la unitat política de l'Imperi Romà es va fragmentar. En debilitar-se l'autoritat romana, els territoris imperials van ser envaïts per onades successives de confederacions barbàriques, algunes de les quals van rebutjar la cultura clàssica de Roma mentre que d'altres, com ara els gots, l'admiraven i emulaven. Els pobles prominents que van entrar al territori romà van ser els huns, els búlgars, els àvars, i els magiars, juntament amb un gran nombre de pobles germànics i eslaus. Algunes incursions es van realitzar amb l'aprovació dels romans: s'assignava a les tribus germàniques terres per llaurar i assentar-se si lluitaven amb els romans com a aliats. Pel segle v, les institucions de l'Imperi Romà d'Occident s'havien col·lapsat sota la pressió d'aquestes incursions. Encara que van sobreviure algunes característiques de l'organització governamental romana, es van formar diversos governs dèbils i locals o van sorgir comandants militars regionals que es van enfortir per l'absència d'una autoritat centralitzada. Però, a la regió oriental de l'imperi, molt més desenvolupada, les institucions de govern romanes centralitzades van continuar en operació, a la invencible ciutat de Constantinoble. L'Imperi Romà d'Orient va ser la fase medieval de l'Imperi Romà cristià de l'antiguitat.
Aquesta etapa de canvis poblacionals i culturals dramàtics s'anomena l'alta edat mitjana, «període de les migracions» o l'«edat fosca», encara que els historiadors moderns prefereixen no utilitzar aquesta denominació per a evitar els estereotips associats amb la frase i, ja que les recerques recents han revelat que les influències culturals i econòmiques complexes van persistir durant aquest període.
Les raons per les quals les poblacions invasores que es van establir a la regió occidental de l'imperi es van romanitzar són complexes. En pocs casos, les poblacions existents van ser exterminades o desplaçades pels immigrants; probablement, només a Gran Bretanya, la vall del Rin i la regió dels Balcans les llengües nadiues van ser substituïdes per les llengües dels invasors. Tot i així, els canvis van ser traumàtics perquè la societat establerta va ser enderrocada i reemplaçada amb la societat invasora, amb les seves lleis, cultura, religió i reglaments de propietat. La Pax Romana i els seus beneficis de seguretat per al comerç i la manufactura, així com el mitjà cultural i educatiu unificat dels romans havia començat a declinar. Durant aquest període de l'alta edat mitjana, es va perdre per complet, i va ser reemplaçat pel govern local, la qual cosa va produir importants canvis (o retrocessos) econòmics. Amb la destrucció de les carreteres, viatjar es va convertir en una empresa molt perillosa, causa del col·lapse del comerç i la manufactura d'exportació. Moltes indústries de gran escala van desaparèixer. Les invasions islàmiques dels segles VII i viii, que conqueririen les regions del llevant, del nord d'Àfrica i la península Ibèrica, així com algunes illes mediterrànies, van incrementar la localització de la resta dels estats europeus, ja que els musulmans van controlar el comerç marítim.

## Un nou ordre
Antigament, es creia que les «sobtades» invasions barbàriques van travessar les fronteres imperials i produïren el col·lapse immediat de l'Imperi Romà. Tanmateix, els historiadors moderns avui dia suggereixen que aquesta teoria només mostra un aspecte parcial del complex procés migratori. En alguns casos, com ara els francs de la Gàl·lia, s'hi van establir a poc a poc, al llarg de diverses dècades, perquè cercaven les oportunitats econòmiques que oferia l'imperi, mantenint llurs lideratges tribals, però adaptant-se a la cultura gal·loromana, sense violència. D'altres, com Teodoric el Gran dels ostrogots, encara que bèl·lics, també es consideraven els successors de la tradició romana i empraven ministres romans, com Cassiodor. Tal com els gots, els francs i els burgundis, altres pobles germànics, eren federats, és a dir, aliats militars de l'imperi, i havien guanyat els drets a assentar-s'hi.
Entre els segles v i viii, una nova infraestructura politicosocial es va desenvolupar al llarg de les terres de l'antic imperi, basada en les poderoses famílies nobles regionals i en els nous regnes establerts dels ostrogots a península Itàlica, els visigots a la península Ibèrica i Septimània, els francs i els burgundis al nord de la França actual i l'Alemanya occidental, i els saxons a Gran Bretanya. Aquestes terres van acceptar el cristianisme i els conqueridors arrians es convertirien ràpidament al cristianisme catòlic, seguint l'exemple del pagà Clovis I. La interacció entre la cultura dels nouvinguts i les restes de la cultura clàssica i les influències cristianes, van produir un nou model per a la societat. Els sistemes administratius centralitzats del romans no van sobreviure als canvis i la manca d'un sistema complex d'impostos i el concepte d'esclavatge massiu va desaparèixer. El nou sistema va ser incapaç de sostenir la infraestructura requerida per mantenir les biblioteques, els banys públics, les arenes i les institucions educatives. La construcció es va començar a realitzar en petita escala, i no es faria cap construcció major de pedra fins al segle viii, quan va sorgir una nova forma d'arquitectura romànica, basada en les formes romanes. En tant que l'art, les formes celtes i bàrbares van ser absorbides per l'art cristià, l'impuls central seguiria la tradició romana. La joieria i la fabricació d'imatges religioses van continuar per tota l'Europa occidental.
L'Església cristiana va ser l'única institució centralitzada que va sobreviure a la caiguda de l'Imperi Romà d'Occident, i es va convertir en la influència cultural unificadora més important de l'època, preservant la seva selecció de l'aprenentatge llatí, l'escriptura i un sistema centralitzat d'administració per mitjà de la seva xarxa de bisbes. Però, fora dels límits de l'Europa occidental cristiana, existien altres pobles amb poc de contacte amb la religió cristiana i la cultura romana. Els àvars i els vikings encara podien causar disturbis en les societats emergents de la regió.
El poder del govern central va ser reduït i, per tant, l'autoritat governamental i la responsabilitat per l'organització militar, el cobrament d'impostos i l'establiment de la llei i l'ordre van ser delegats als senyors provincials o locals, els quals es mantenien directament dels recursos dels territoris sobre els quals exercien llur autoritat. Aquest era el començament del sistema feudal. La jerarquia de les obligacions recíproques, conegut com a feudalisme, va fer que tots els individus servissin un superior del qual obtenien protecció. Això va produir confusió territorial (ja que es creaven aliances sobre altres aliances, sovint contradictòries i canviants amb el temps). El benefici del feudalisme va ser la seva flexibilitat i la seva habilitat per a produir un govern local en absència d'un poder reial extensiu.
L'alta edat mitjana es va caracteritzar pel control urbà dels bisbes i pel control territorial dels ducs i comtes. L'aixecament de les comunes urbanes independents, lliures del control senyorial o episcopal, va marcar el començament de la baixa edat mitjana. La baixa edat mitjana es pot considerar com el ressorgiment del poder centralitzat, i el naixement de les identitats «nacionals», ja que els governants amb poder cercaven eliminar la competència dels nobles feudals poderosos. Alguns exemples de consolidació són la croada albigesa i la Guerra de les roses.
A l'est, l'Imperi Romà d'Orient (ara anomenat l'Imperi Romà d'Orient) va mantenir una mena de govern romà cristianitzat sobre les terres de l'Àsia Menor, Grècia i els territoris eslaus prop de Grècia i Sicília al sud de la península Itàlica, encara que aquesta va romandre sota el control llombard, i disputat des del 800.

## Francs i invasions musulmanes
Dues forces van canviar Europa: el sorgiment de l'islam a l'est, la qual cosa va produir la conquesta d'Ibèria i les invasions d'Europa, el sorgiment del poble franc com a primer poder imperial des de la caiguda de Roma, i l'aturament de l'expansió musulmana.
A l'oest, el començament d'aquest nou ordre seria el sorgiment dels carolingis, majordoms del palau dels reis francs. Eren, a l'inici, bàrbars romanitzats, civilitzats pel cristianisme i per una evolució gradual dintre de la noblesa franca. La dinastia merovíngia va arribar a la fi durant el regnat de Carles Martell, ja que va dividir el territori entre els seus fills sense cap mena d'oposició (encara que va ignorar el seu fill Bernard). Al mateix temps, va enfortir l'estat francès derrotant militarment els exèrcits de les nacions estrangeres hostils que l'atacaven en totes les fronteres: els saxons, pagans del nord, els quals serien sotmesos pel seu net Carlemany, i els moros al sud, aturant el seu camí cap a la conquesta del continent.
Carles Martell era també un administrador i governador intel·ligent, organitzant allò que seria el model de govern medieval europeu: un sistema de feus, lleials als barons, comtes, ducs i finalment al rei, o en el seu cas, el maior domus et princeps et dux Francorum, 'primer majordom i príncep dels francs'. La seva coordinació amb l'Església també formaria el patró de govern de l'Església i l'estat. Va crear també el primer exèrcit occidental poderós des de la caiguda de Roma. Martell canviaria Europa passant d'una colla de bàrbars lluitant els uns contra els altres a convertir-la en un estat organitzat.
Carlemany va ser coronat emperador a Roma pel papa el Nadal de l'any 800. Va unificar el territori que avui dia comprèn la França moderna, l'Alemanya occidental i el nord d'Itàlia. Dos-cents anys després de la mort de Carlemany, Europa es va trobar en conflicte, l'est i l'oest lluitant pel poder i la influència. Tot i així, el poder de govern retornaria a les autoritats regionals o locals a finals d'aquest període. Seria en el període de la baixa edat mitjana que es consolidarien les nacions estat i el poder se centralitzaria una vegada més.